# LMMS
Az LMMS (korábban Linux MultiMedia Studio) egy szabad és nyílt forráskódú, többplatformos zeneszerkesztő program. Ingyenes alternatíváját kínálja olyan kereskedelmi szoftvereknek, mint például az FL Studio. Segítségével a felhasználó elektronikus zenét készíthet a számítógépén, hangminták és virtuális szintetizátorok felhasználásával. A program kompatibilis a legtöbb MIDI hardverrel, illetve ennek hiányában a számítógép klaviatúrája is használható a hangszerek megszólaltatásához. Támogatja a LADSPA és a Windowsra írt VST plugineket, valamint az LV2 támogatás is fejlesztés alatt áll. Jelenleg (2020) még nem elérhető, de tervezett funkció a külső hangforrások rögzítése is. A program C++ nyelven, a Qt keretrendszer felhasználásával íródott, és a GPLv2 licenc alatt szabadon felhasználható.

## Rendszerkövetelmények
Az LMMS elérhető Linux, macOS és Microsoft Windows operációs rendszerekre. Minimális hardverigényének (1 GHz CPU, 512 MB RAM) köszönhetően maga a szoftver szinte bármely modern számítógépen futtatható, azonban figyelembe kell venni a használt pluginek erőforrásigényét is.
Hangkimeneti modulként használható többek között az SDL, a PortAudio, valamint Linux alatt a PulseAudio, illetve lehetőség van JACK kiszolgálóhoz történő csatlakozásra is. A program hangkimenete minden esetben 2 csatorna, tehát nincs lehetőség például külső keverőprogram használatára. A valós idejű hangkimenet mintaváteli frekvenciája a JACK mód kivételével minden esetben 44,1 kHz. A JACK MIDI rendszer jelenleg még csak bemeneti irányban van implementálva.

## Fájlformátumok
Az LMMS projektfájlok formátuma az XML alapú mmp, illetve ennek tömörített változata, az mmpz. A program emellett képes MIDI és Hydrogen fájlok importálására is, továbbá Soundfont, GUS Patch és GigaSampler fájlok is támogatottak.
Az elkészült projekt WAV, Ogg Vorbis és MP3 formátumokba exportálható, akár sávonként is. A legmagasabb támogatott mintaváteli frekvencia 192 kHz.
Korlátozott módon lehetőség van egysávos MIDI fájl exportálására is.

## Grafikus felület
A program kezelése egy többablakos felületen valósul meg. 
- Song Editor - Itt történik a teljes dal összeállítása, ide kerülnek az elkészített Beat/Bassline elemek, hangszersávok, automatizációk stb. A sávok száma korlátlan.
- Beat+Bassline Editor - Ismétlődő motívumok, például dobsávok létrehozása, a Song Editorhoz hasonló módon.
- Piano Roll - Itt történik az éppen kiválasztott MIDI blokk szerkesztése.
- Automation Editor - Itt történik az automatizációs blokkok szerkesztése.
- FX mixer - Ez a klasszikus DAW szoftverekben megszokott keverő megfelelője. Habár a hangerőarányok beállítása közvetlenül a hangszersávokon is elvégezhető, az FX Mixer használatával rengeteg kiegészítő funkciót is kapunk, mint például a hangszercsoportok létrehozása vagy submixek készítése.
- Project Notes - Itt helyezhetjük el a projekttel kapcsolatos megjegyzéseinket, extra információkat. Alapvető HTML formázás támogatott.
- Controller Rack - Ebben az ablakban láthatók a létrehozott automatikus paramétervezérlők, mint az LFO vagy a "Peak Controller".

Az egyes ablakok megjeleníthetők vagy elrejthetők az eszköztáron található megfelelő ikonra kattintva. A felhasznált hangminták, virtuális hangszerek, projektfájlok egyszerűen elérhetők a baloldali fájlkezelő panel használatával.
A program megjelenése testreszabható a felhasználók által készített számtalan letölthető téma segítségével, illetve alapszintű módosítások egy CSS fájlban is elvégezhetők.

## Beépített virtuális hangszerek
- BitInvader - Egy nagyon egyszerű oszcillátor, melynek hullámformáját a felhasználó szerkesztheti.
- FreeBoy - A Nintendo Game Boy hangjának emulációja.
- Kicker - Dobhangok előállítására specializálódott szintetizátor.
- LB302 -  A Roland TB-303 basszus-szintetizátor utánzata.
- Mallets - Ütős hangszerek, például Marimba, Xilofon, Vibrafon, stb. hangjának előállítására használható.
- Nescaline - A Nintendo Entertainment System audió processzorának emulációja.
- Organic - Additív szintetizátor orgonaszerű hangokhoz.
- SID - A Commodore számítógépekben használt SID audió chip emulációja.
- Triple oscillator - 3 oszcillátoros szintetizátor 5 modulációs móddal: MIX, SYNC, PM, FM, AM.
- Vibed - Rezgő húrok fizikai modellezése pengetős hangszerek szimulációjához.
- Monstro - 3 oszcillátoros szintetizátor különféle modulációs lehetőségekkel.
- OpulenZ - 2 operátoros FM szintetizátor, az OPL2 audió chip emulációja.
- SFXR - Videójáték hangeffektusok létrehozása.
- Watsyn - 4 egymással modulálható oszcillátor szerkeszthető hullámformával.
- Carla Rack, Carla Patchbay - Carla Plugin Host használata a programon belül. Ez a funkció csak a megfelelő környezetben kiépített változatokban elérhető. A hivatalos AppImage csomag ezt nem tartalmazza.
- ZynAddSubFX - A ZynAddSubFX speciálisan módosított változata.
- AudioFileProcessor - Audió fájlok hangszerként való használatát teszi lehetővé alapvető szerkesztési lehetőségekkel.
- SF2 Player - Fluidsynth könyvtárra épülő lejátszó Soundfont 2 és 3 fájlokhoz.
- GIG Player - GigaSampler fájlok lejátszása
- PatMan - Gravis Ultrasound patch fájlok lejátszása
- VeSTige - Windows VST pluginek használata Windows alatt natívan, valamint Linux alatt Wine segítségével. Utóbbi esetben csak 32 bites pluginek használatára van lehetőség. Bizonyos disztribúciók által biztosított verziókból ez a szolgáltatás hiányozhat. A Linux VST pluginek jelenleg még nem támogatottak, illetve macOS rendszereken a funkció egyáltalán nem elérhető.

## Felhasználói közösség
Számtalan ingyenesen letölthető erőforráshoz juthatunk hozzá az LMMS Sharing Platform segítségével. Ez egy közösségi fájlmegosztó szolgáltatás, ahol a felhasználók közzétehetik a programmal készült projekteket, hangmintákat és preseteket. A regisztrált felhasználók értékelhetik illetve megjegyzést fűzhetnek az alkotásokhoz.
A Best of LMMS egy évente meghirdetett verseny, melynek keretében a felhasználók által beküldött dalok közül a legjobbakat megjelentetik egy válogatásalbumon, amelynek bevételét a program további fejlesztésére fordítják.

## Szabványok
- Musical Instrument Digital Interface (MIDI)
- SoundFont (SF2, SF3)
- Virtual Studio Technology (VST, VSTi)
- Linux Audio Developer's Simple Plugin API (LADSPA)
- LV2 (Jelenleg csak a fejlesztői ágon, 2020. május 24. óta[1])
- Gravis Ultrasound (GUS)
- JACK Audio Connection Kit

## Fordítás
Ez a szócikk részben vagy egészben  a   LMMS című angol Wikipédia-szócikk fordításán alapul.  Az eredeti cikk szerkesztőit annak laptörténete sorolja fel. Ez a jelzés csupán a megfogalmazás eredetét és a szerzői jogokat jelzi, nem szolgál a cikkben szereplő információk forrásmegjelöléseként.